# Jørgen Hansen
Jørgen Emil Hansen (nascido em 7 de dezembro de 1942) é um ex-ciclista dinamarquês que competiu por três vezes nos Jogos Olímpicos.
Ele participou no contrarrelógio por equipes de 100 km nos Jogos Olímpicos de Verão de 1968, 1972 e 1976; e na estrada individual em 1968 e 1976. No contrarrelógio por equipes em 1976, que também incluía Verner Blaudzun, Gert Frank e Jørn Lund, conquistou uma medalha de bronze para a Dinamarca. Ele terminou à frente da Alemanha Ocidental e da Tchecoslováquia para o terceiro lugar, atrás da União Soviética e Polônia.